# Agente nervoso
Agentes nervosos são uma classe de produtos químicos orgânicos que perturbam os mecanismos pelos quais os nervos transferem mensagens para os órgãos. A interrupção é causada pelo bloqueio da acetilcolinesterase, uma enzima que catalisa a degradação da acetilcolina, um neurotransmissor.
O envenenamento por um agente nervoso leva a contração de pupilas, salivação profusa, convulsões e micção e defecação involuntária, sendo que os primeiros sintomas aparecem segundos após a exposição. A morte por asfixia ou parada cardíaca pode ocorrer em minutos devido à perda do controle do corpo sobre os músculos respiratórios e outros. Alguns agentes nervosos são facilmente vaporizados ou aerossolizados e a principal porta de entrada no corpo é o sistema respiratório. Os agentes nervosos também podem ser absorvidos através da pele, exigindo que aqueles que provavelmente sejam submetidos a tais agentes usem uma vestimenta completa, além de um respirador.
Os agentes nervosos são geralmente líquido insípidos de coloração que varia entre o incolor e o âmbar e podem evaporar para um gás. Os agentes sarin e VX são inodoros; o tabun tem um odor ligeiramente frutado e o soman tem um leve odor de cânfora.